# Каирский нилометр
Каирский нилометр, Микйас ан-Нил (араб. مقياس النيل القاهرة‎) — древняя башня-устройство для измерения уровня воды в Ниле, расположенная в Каире (Египет).
Нилометры или ниломеры были довольно распространёнными сооружениями в долине Нила. С помощью них можно было измерять уровень воды, показатели которого имели важное значение для земледелия и общей безопасности, они делали возможным прогнозирование урожаев, что в свою очередь определяло размеры налогообложения.
Каирский нилометр расположен на южной конечности острова Рода. Нилометр существовал на этом месте ещё в эпоху фараонов, появление же нынешнего нилометра относят приблизительно к 715 году.
Каирский нилометр — единственное сооружение общественной архитектуры, сохранившееся до нашего времени из строений «Старого Каира» времён существования Фустата.
Каирский Нилометр представляет собой глубокий квадратный колодец с восьмиугольной колонной, на которой нанесены соответствующие деления для измерений уровня Нила. На дно колодца ведёт винтовая лестница. Вода в нилометр поступала по 3 каналам, ныне они закрыты. Нилометр венчает остроугольный купол.
В настоящее время Каирский нилометр открыт за плату для посетителей.

## Галерея
- Градуированная колонна и винтовые лестницы Каирского нилометра
- Каирский нилометр. Рисунок Дэвида Робертса, сер. XIX века
- Потолок Каирского нилометра
- Вид на нилометр